# Église Sainte-Marie-de-l'Assomption de Sali
Pour les articles homonymes, voir Église Sainte-Marie-de-l'Assomption.
L'église Sainte-Marie-de-l'Assomption ("Crkva Svete Marije" en croate) est une église située à Sali en Croatie.

## Description

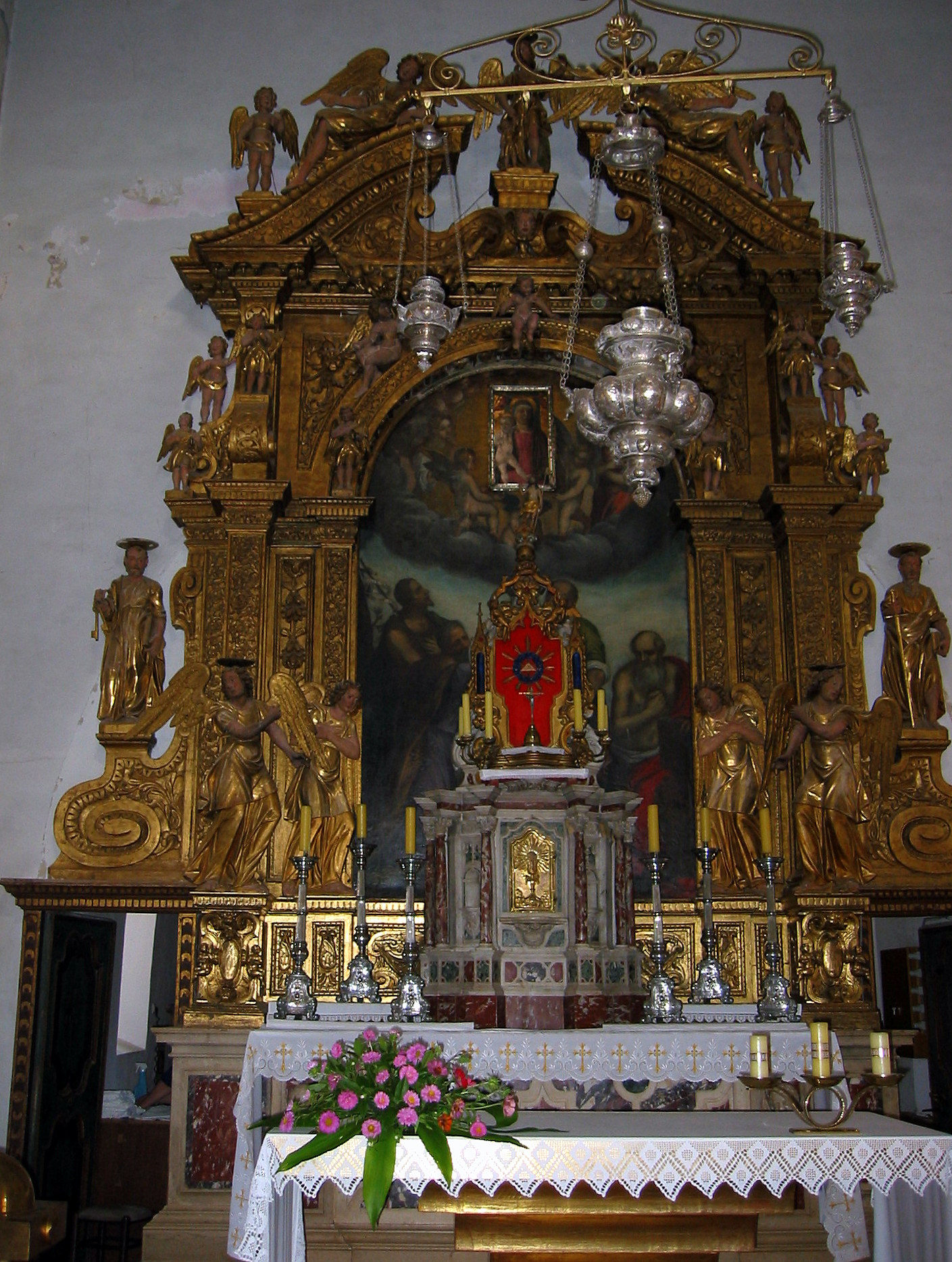
Maître-autel

Elle a été érigée sur les fondations d'une petite église médiévale. La nef avec sa voûte gothique a été construite par l'architecte Juraj Lukačević en 1465. On a ajouté un espace à trois nefs en 1581 à la place de son sanctuaire (inscription glagolitique sur le fronton). L'imposant maître-autel baroque en bois massif doré du XVIIe siècle est orné d'un retable gothique paré en sa niche au centre d'un tableau Renaissance du XVe siècle représentant la Vierge à l'Enfant. Ce tableau provient d'un polyptyque attribué à l'artiste dalmate Juraj Ćulinović. On suppose que le tableau du Christ crucifié, à droite de l'autel, appartenait au même polyptyque. Les autres autels étaient aussi en bois qui furent remplacés en 1830 par du marbre.
Sur les parois et les autels, on note d'intéressants tableaux dont Saints Pierre et Paul (fin du XVIe siècle) et Notre Dame du Rosaire (fin du XVIIe siècle), œuvres d'artistes vénitiens inconnus. Dans l'ancienne nef sur le mur on observe une peinture de bateau datant du début du XVIe siècle.